# 慈敬寺
慈敬寺（じきょうじ）は近江国滋賀郡堅田（現在の滋賀県大津市）にあった浄土真宗寺院。別名・堅田御坊。同国高島郡へ移転の後に分裂した。

## 歴史
文明3年（1471年）、本願寺8世蓮如が北陸地方に向かう際に堅田に小堂を建てたのが由来とされる。明応3年（1494年）に再興され、彼の6男蓮淳が他寺と兼帯のまま2代を称したとも、その弟である9男実賢が直接継承したとも言われている（蓮淳を2代とする説では、実賢を3代とする）。文亀3年（1503年）もしくは永正3年（1506年）に本願寺9世実如から称徳寺の名を与えられている。実賢の子である実誓の時代（天文年間）に本願寺10世証如によって慈敬寺と改められた。本願寺が門跡に列せられた際に、慈敬寺もその院家とされた。実誓は大坂本願寺戦争（所謂「石山戦争」）では本願寺11世顕如に従って堅田門徒・高島門徒と共に織田信長と戦っているが、元亀4年7月4日（ユリウス暦:1573年8月1日）に55歳で没している。後を継いだ息子の証智も引き続き蓮如に従って戦うが、堅田を追われて高島郡船木村（現在の高島市安曇川町北船木・同南船木）に逃れたと言う。
ところが、顕如が織田信長と講和をしたときに、証智は顕如の長男・教如と共に講和に反対して大坂本願寺（石山本願寺）での籠城継続を主張して顕如の勘気を受ける。このため、父親に同調しなかった息子の顕智が後継者とされる（一説に慈敬寺の船木移転は証智が顕如の勘気を受けて堅田にいられなくなったことによるものという）。やがて、本願寺は教如と弟の准如の間で分裂し、文禄元年（1592年）頃に准如に従ったことで教如方の父に追われる形となった准如より顕智は永田村（現在の高島市永田）にあった青冷寺を与えられてここを慈敬寺と称した。一方、証智はその顕智の弟にあたる智興を後継者として慶長3年（1598年）に没した。その結果、慈敬寺は本願寺に従う形で東西に分裂することになり、後に船木の慈敬寺は黒谷に、永田の慈敬寺は鴨に移転して現在に至るという。